# Wigilia

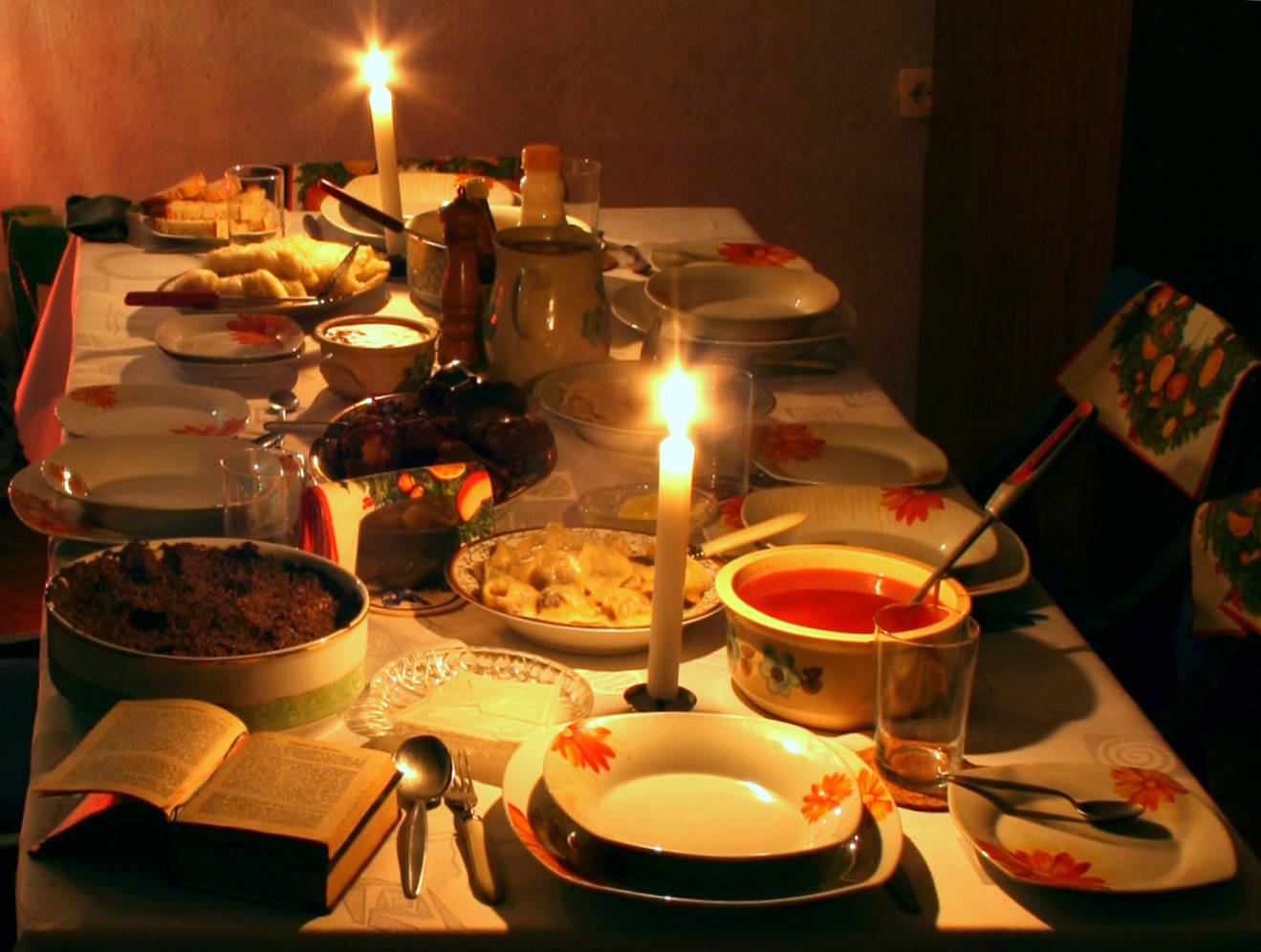
Ein Tisch, der für eine traditionelle Wigilia gedeckt wurde.

Wigilia (von lat. vigilare, „wachen“) ist die polnische Feier am Heiligen Abend mit dem traditionellen 12-Gerichte-Menü. Die Familie ist Kirche im Kleinen. Daher haben auch Gebet und Gottesdienst in ihr einen Platz. Am Heiligen Abend verbinden Polen die familiäre Feier mit einer häuslichen Liturgie: Sie beten und wachen bis zur Ankunft des Jesuskinds mit dem traditionellen 12-Gerichte-Buffet im Familienkreis von ca. 18 Uhr bis zur Hirtenmesse (poln. Pasterka), entsprechend dem Ablauf der Feier des Heiligen Abends, wie er nun auch von den (Erz-)Bischöfen Deutschlands und Österreichs und dem Bischof von Bozen-Brixen im neuen deutschen Gotteslob (GL 26) vorgeschlagen ist. Zu ihr zählen Lieder, Gebete, das Evangelium von der Geburt des Herrn und die weihnachtlichen Zeichen und Symbole. Die Weihnachtskrippe steht im Mittelpunkt dieser Feier, denn sie zeigt uns: Der Sohn Gottes wurde Mensch wie wir. Für Polen ist die Wigilia das wichtigste Familienfest im Jahreskreis.

## Erweiterte Bedeutung von Wigilia
Der Begriff Wigilia wird umgangssprachlich gerne für den ganzen 24. Dezember verwendet. Dann wird für das eigentliche 12-Gerichte-Essen der Begriff „wieczerza“ (oder „wieczerza wigilijna“) verwendet. Das letzte Abendmahl heißt auf Polnisch entsprechend: „ostatnia wieczerza“.

## Verschiebung vom 24. Dezember
Die Feierlichkeiten des Heiligabends wurden auch verschoben. Am Heiligen Abend wird traditionell tagsüber gefastet. Nach der Volkstradition (die beispielsweise in der Region Kielce noch lebendig ist) durfte  in den Jahren, in denen der 24. Dezember auf einen Sonntag gefallen ist, der Heilige Abend nicht gefeiert werden, weil am Sonntag Fasten nicht zulässig war. In diesem Fall wurde Heiligabend auf den Samstag vorverschoben  und dafür Weihnachten drei Tage lang gefeiert.

## Traditionen und Bräuche

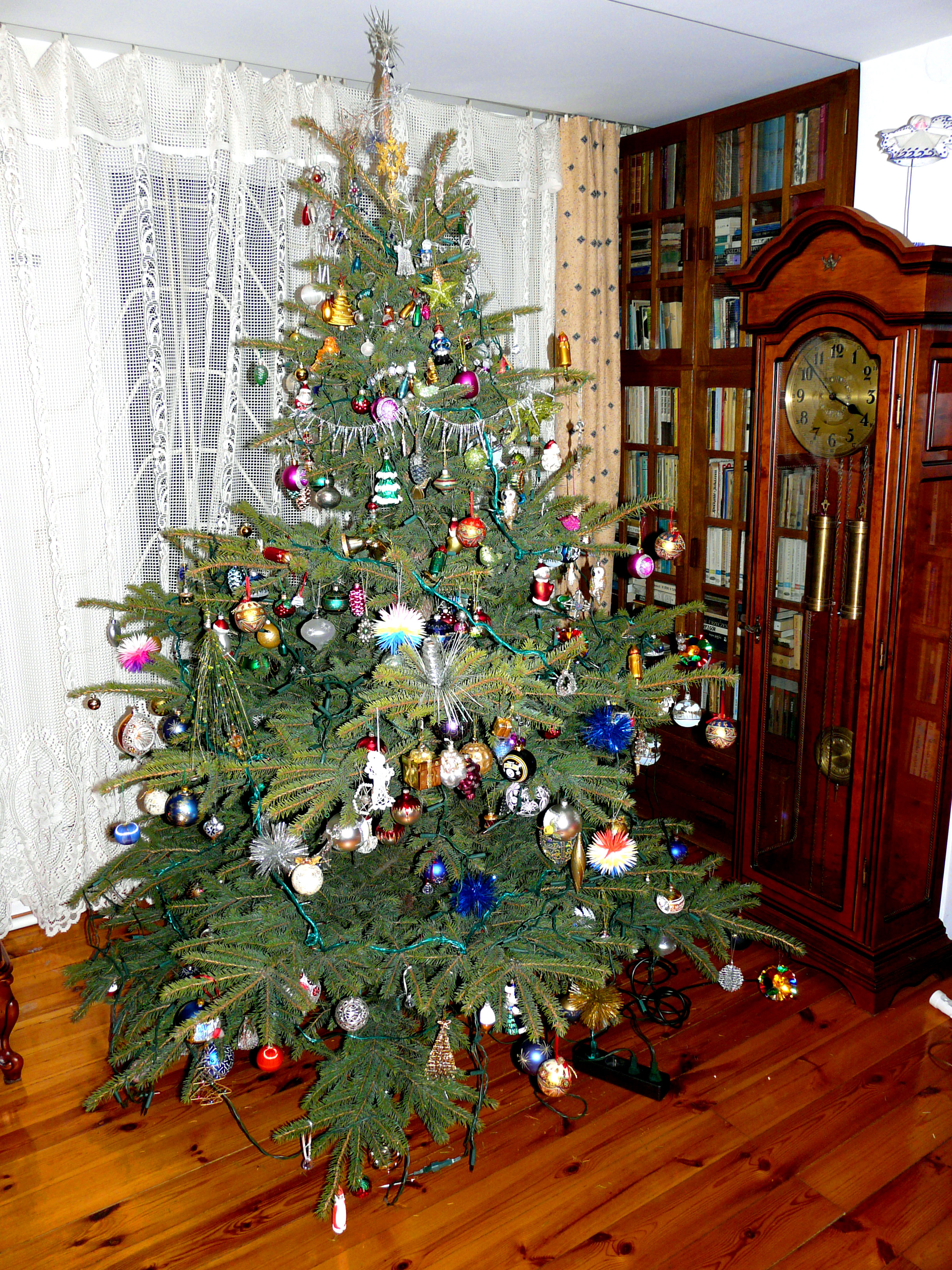
Weihnachtsbaum in einem polnischen Wohnzimmer

Die Weihnachtsbräuche in Polen gehen mitunter auch auf volkstümliche Bräuche zurück, die mit christlichen Traditionen verschmolzen sind. Üblicherweise schmücken Kinder an diesem Tag den Weihnachtsbaum (choinka), wenn er nicht schon vorher aufgestellt wurde. Die ersten Weihnachtsbäume in polnischen Familien gab es im 19. Jahrhundert, zumeist in Städten mit vielen Deutschen. Vorher dekorierten polnische Familien ihre Wohnungen mit Kiefern-, Fichten- oder Tannenzweigen.
Oft wird etwas Heu unter das Tischtuch oder in die vier Ecken des Zimmers gelegt. Dies symbolisiert, dass Jesus in einem Stall geboren wurde. Auch bittet man auf dem Lande so um eine gute Ernte im nächsten Jahr. Viele polnische Familien legen auch Geldmünzen unter die Teller oder die Tischdecke, um so die Familienmitglieder vor Armut zu schützen. Derselbe Zweck wird mit einer Fischgräte oder einer Fischschuppe verfolgt, die nach dem Essen in den Geldbeutel gesteckt wird.
Als Spiel ziehen Kinder etwas vom Heu heraus, das unter dem Tisch liegt. Grün bedeutet ein Jahr voller Wohlstand oder möglicherweise eine Heirat, während schwarzes Heu Unglück bedeutet. Eine Reihe anderer Orakel werden etwas ernsthafter betrieben. So wird etwa eine Nuss (oder ein anderes kleines Stück Essen) in einem Kuchen versteckt und dann die Kuchenstücke an die Familienmitglieder ausgeteilt. Wer die Nuss in seinem Stück findet, wird ein erfolgreiches Jahr haben.

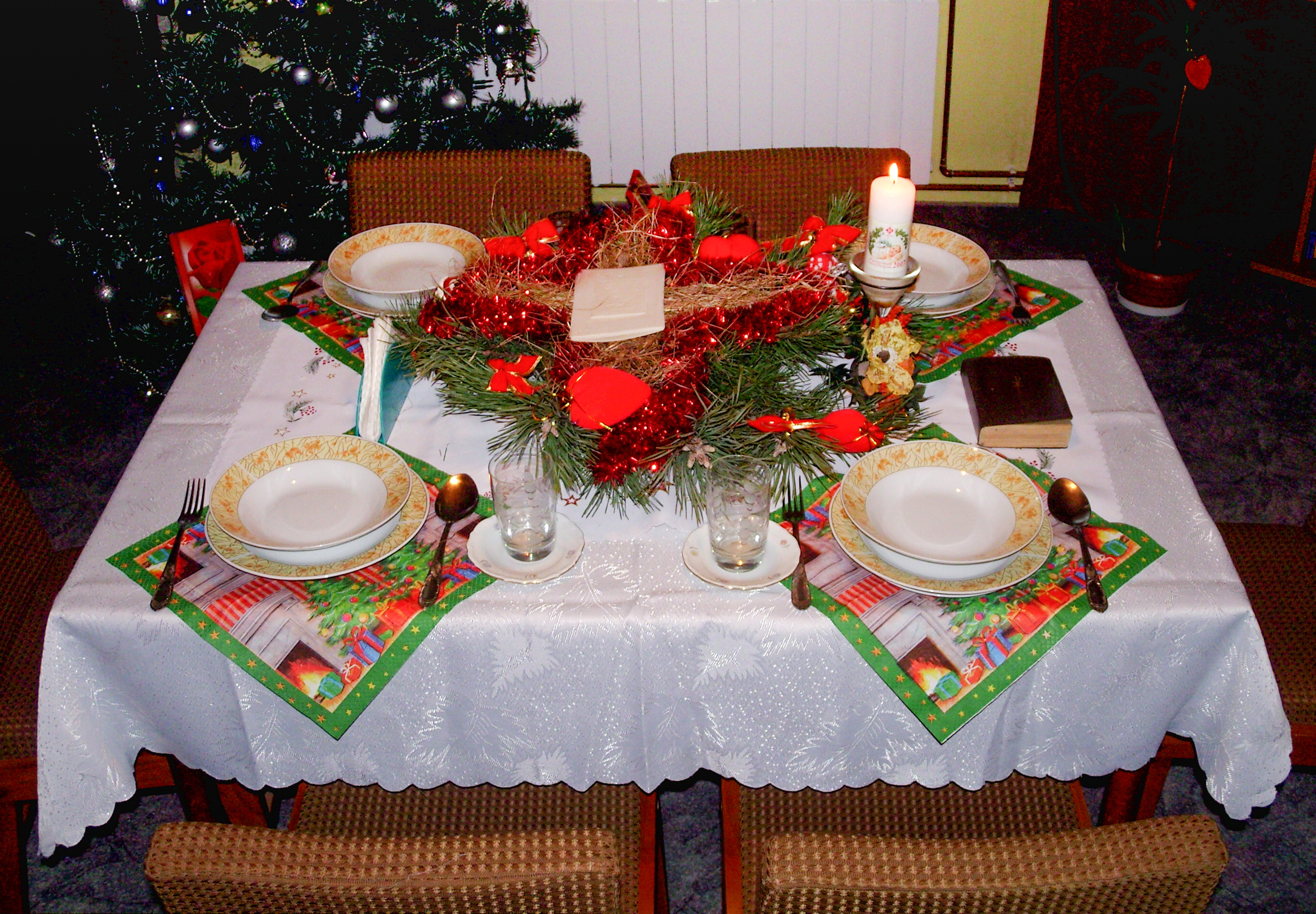
Ein Tisch in der Kaschubei, der für Wigilia eingedeckt wurde.

Auf dem Tisch befindet sich eine weiße Tischdecke und ein zusätzliches Gedeck. Damit wird an verstorbene Familienmitglieder erinnert. Es ist aber auch für einen „unerwarteten Gast“ da, für den Fall, dass ein Reisender, ein Familienmitglied oder ein Freund an der Tür klopft und dann gleich mitfeiern kann. Dies bezieht sich auch direkt auf die Weihnachtsgeschichte, als Maria und Josef ein Obdach suchten, aber nirgendwo aufgenommen wurden, bis sie im Stall von Bethlehem unterkamen. So besagt auch ein altes polnisches Sprichwort: „Gość w domu, Bόg w domu“ („Ist ein Gast im Haus, so ist Gott im Haus“).
Auf dem Land ist es Tradition, dass kostümierte Sternsinger von Haus zu Haus ziehen, mit einer Krippe oder einem Stern. Diese improvisieren wichtige Bibelszenen. Dabei werden unter anderem Engel, Teufel, Herodes und der Tod dargestellt. Dafür bekamen die Sänger früher meist eine Leckerei, wogegen ihnen heute meist etwas Geld gegeben wird.
Im Volksglauben nimmt man an, dass der Verlauf der Wigilia einen Einfluss auf das folgende Jahr habe. Wenn also in der Familie ein Streit aufkommt, glaubt man, dass dies ein streitsüchtiges und beschwerliches Jahr ankündigt. Daher begegnen sich die Familienmitglieder an diesem Tag versöhnlich und feiern die Verbundenheit und Liebe zueinander.

## Beginn der Feierlichkeiten
Das Feiern beginnt traditionell, sobald der Abendstern am Himmel in der Abenddämmerung gesichtet wurde (normalerweise durch Kinder um ca. 17 Uhr). Daher wird in Polen Weihnachten auch manchmal Gwiazdka genannt, da Gwiazdka die Geschenke bringt und wörtlich „der kleine Stern“ bedeutet. Dies bezieht sich auf den Stern von Betlehem.

### Brechen der Weihnachtsoblate

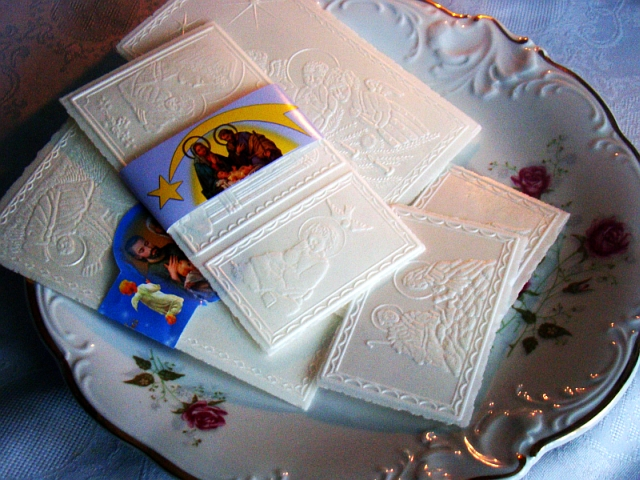
Weihnachtsoblaten (Bożenarodzeniowe opłatki), die den Leib Christi symbolisieren.

Die Familienmitglieder beginnen die Feier mit einem Gebet. Danach wird eine Weihnachtsoblate (sie ähnelt in der Konsistenz einer Hostie) in Stücke gebrochen und an die verschiedenen Familienmitglieder verteilt. Dann bricht jedes Familienmitglied jeweils etwas von der Weihnachtsoblate jedes anderen Anwesenden ab und teilt somit sein Oblatenstück mit den anderen Familienmitgliedern als Zeichen der Liebe, Versöhnung, Freundschaft und des Friedens, wobei man sich gegenseitig viel Glück und Freude für das nächste Jahr wünscht, da Christus geboren wurde. In die  Weihnachtsoblate sind meist das Jesuskind, die Jungfrau Maria und Engel geprägt. Diese Oblaten werden auch an Freunde und Verwandte in der ganzen Welt verschickt, um sie an dieser Tradition teilhaben zu lassen. Danach gibt man sich oft einen Kuss auf die Wange. Das gemeinsame Brechen der Weihnachtsoblate, die Brot symbolisiert, bezieht sich auf die uralte christliche Tradition des Brotbrechens. In religiösen Familien wird dann aus der Bibel die Geschichte von der Geburt Jesu gelesen.
Auf dem Land bekommt auch das Nutzvieh etwas von der Weihnachtsoblate, weil das Vieh an diesem Tag genauso wie alle Mitglieder des Haushalts behandelt wird, da eine legendarische Überlieferung, der zufolge in der Weihnachtsnacht die Tiere mit menschlicher Stimme sprechen können, aber nur Menschen, die reinen Herzens sind, könnten diese auch hören. Die an das Vieh verfütterten Oblaten müssen jedoch bunt sein, im Gegensatz zu den weißen Oblaten, die die Menschen miteinander brechen.
Nachdem der Abendstern aufgegangen ist und man gebetet, die Weihnachtsoblate geteilt und die Geschichte von der Geburt Jesu gelesen hat, beginnt das Abendessen, nachdem man den ganzen Tag über gefastet hat.

### Das Abendessen

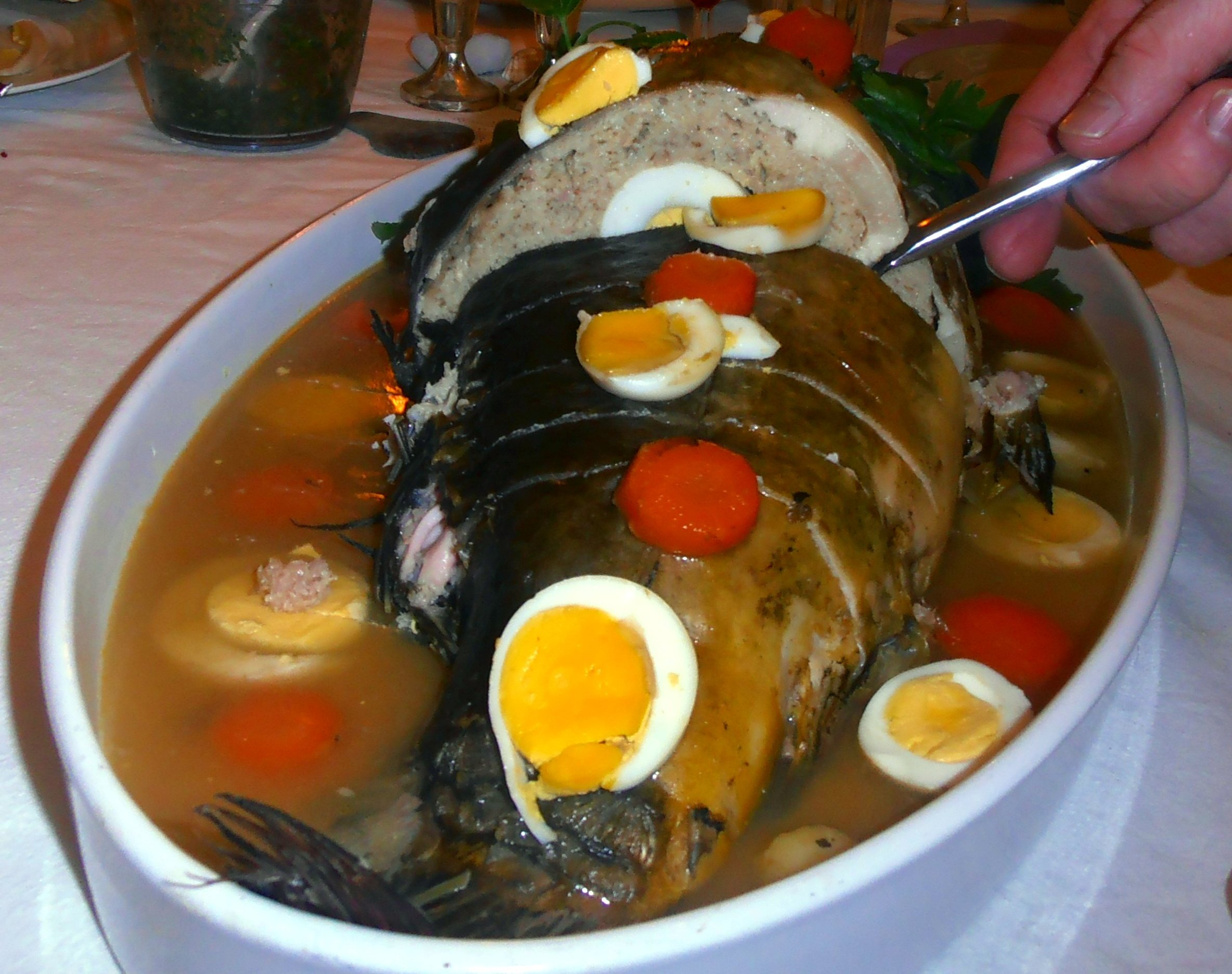
„Gefilte Fisch“: gefüllter Fisch im Anschnitt

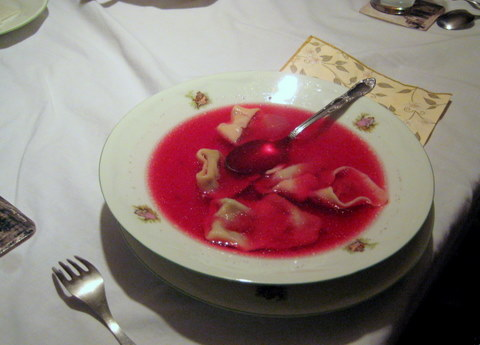
Barszcz mit Uszka (kleine Pierogi) – ein traditionelles Wigilia-Entrée

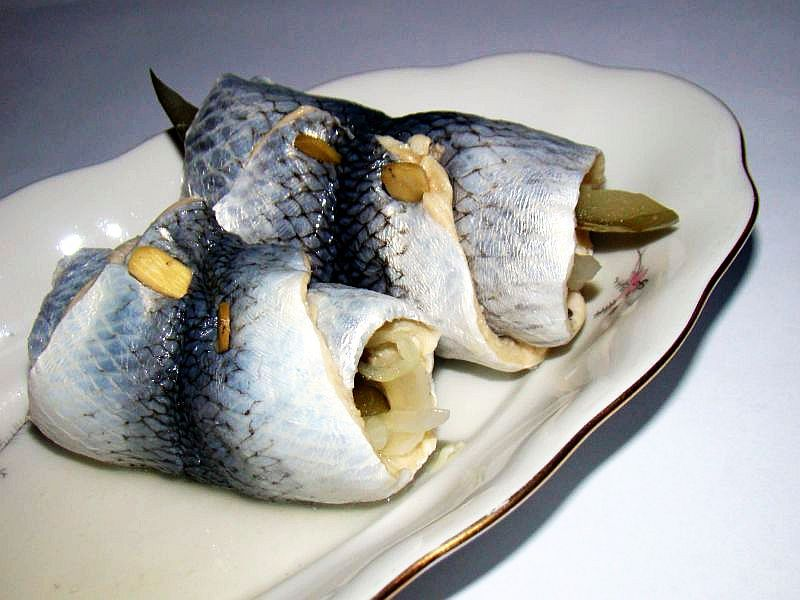
Rollmops ist ein häufiges Gericht als Teil einer Wigilia

Traditionell werden zwölf Gerichte serviert, die sowohl die Anzahl der Monate eines Jahres symbolisieren wie auch die zwölf Apostel Christi ehren sollen. Manche Familien kochen aber auch weniger Gerichte, entweder sieben, neun oder elf. Idealerweise kostet man von jedem Gericht, um so die Früchte der Erde und die daraus gemachten Gerichte zu ehren.
Ein Wigilia-Essen beinhaltet traditionell kein Fleisch, sondern folgende Gerichte: die Rote-Beete-Suppe Barszcz mit Uszka (Ravioli), Pierogi mit Sauerkraut und Pilzen (pierogi z kapustą i grzybami).
Zur Wigilia gehört traditionell auch ein Fischgericht: Rollmops, Matjes (Hering) (śledzie) oder gebratener Fisch. Seit 1940 entwickelte sich der Karpfen in Form des Gefilten Fisch (karp po żydowsku) aus der jüdischen Tradition zu einem beliebten Fisch für die Wigilia. Er wurde meist lebend gekauft, weil man wohl davon ausging, besonders im Sozialismus sicherstellen zu müssen, dass der Fisch auch wirklich frisch ist. Dann wurde er in der Badewanne bis Weihnachten gehalten, um dann als Filet oder in Gelee etc. auf den Tisch zu kommen.
Dazu gehört eine Weihnachtspastete (pasztet wigilijny). Ebenso wird entlehnt aus der jüdischen Tradition am Schabbat als Brot oft eine Challa (chałka) gegessen. Es folgt kompot z suszu – Kompott aus Trockenobst (Pflaumen, Äpfel, Aprikosen etc.), gekochte Kartoffeln (kartofle), Rotkohl mit Trockenobst, Sauerkraut mit getrockneten Pilzen oder Erbsen (kapusta i groch)  sowie Desserts, wie Kutja (Ostpolen), Makówki (Schlesien), Makiełki (Zentralpolen) oder den Makowiec (Mohnrollen). Von Region zu Region unterschiedlich durchaus auch Żurek, Siemieniotka (in Schlesien), Pilzsuppe, verschiedene Salate oder Kohlrouladen (Gołąbki) mit Pilzen und Reis gefüllt.

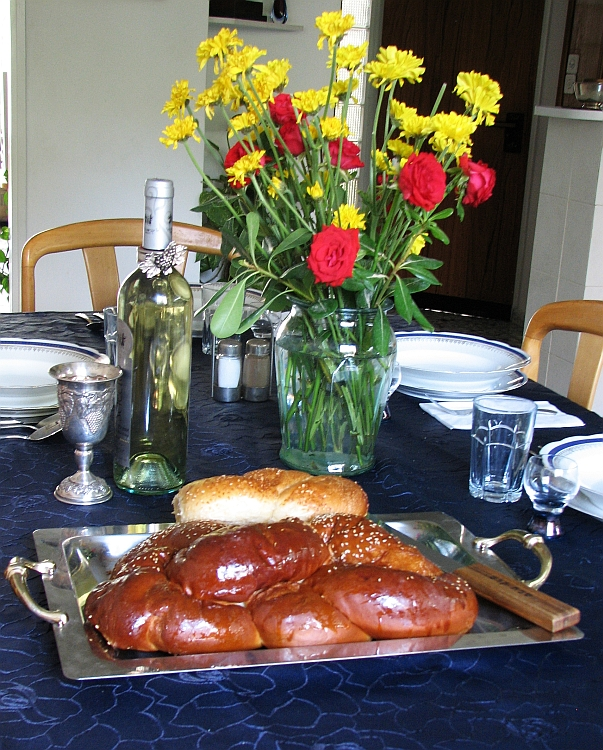
Weißbrot in Form einer Challa (polnisch chałka) geflochten

### Weihnachtslieder singen und Geschenke öffnen
Nach dem Abendessen werden in vielen Familien Weihnachtslieder („kolędy“) gesungen und man erzählt sich Geschichten. Zu den berühmtesten Weihnachtsliedern gehört „Lulajże Jezuniu“ (Schlaf ein, Jesuskind), das Fryderyk Chopin in seinem Scherzo h-moll Op. 20 (ab 3:50) eingebaut hat.
Mädchen horchen, ob sie einen Hund bellen hören, da man glaubt, dass aus dieser Richtung auch ihr zukünftiger Ehemann kommen wird.
Zu den Wigilia-Feierlichkeiten gehört auch das Öffnen der Geschenke nach dem Abendessen. Oft packen die Kinder ihre Geschenke selbst aus und geben den Erwachsenen die Geschenke, die für sie unter dem Christbaum liegen.
Die Geschenkgeber in der polnischen Tradition sind „aniołek“, ein Engel, das Christkind (dzieciątko; in Schlesien) „gwiazdka“ (in Südpolen, Niederschlesien, Oppeln), ein Stern – das weibliche Gegenstück des Heiligen Nikolaus – oder der gwiazdor (männlich;  in Posen), der entweder eine heidnische Tradition ist oder den kleinen Stern von Bethlehem darstellt. Der heilige Nikolaus hingegen bringt am 6. Dezember Geschenke.

### Pasterka – die Hirtenmesse
Am Heiligen Abend gibt es nach der Wigilia oft um 22 Uhr schon eine Abendmesse, bevor um 24 Uhr dann die einstündige römisch-katholische Heilige Messe beginnt: die Pasterka (Hirtenmesse). Diese gilt in Polen als wichtigste der drei Messen am Weihnachtstag. Dabei werden viele Weihnachtslieder gesungen, unter anderem die polnische Weihnachtshymne Bóg się rodzi (Gott wird geboren). Die Pasterka ist für polnische, praktizierende katholische Christen der krönende Abschluss des 24. Dezember.

## Das Weihnachtsfrühstück
Nach dem Heiligen Abend (Wigilia) folgen zwei weitere Tage mit Weihnachtsfeierlichkeiten. Der erste Weihnachtsfeiertag (25. Dezember) ist ein Nationalfeiertag in Polen, und die meisten Polen verbringen den Tag damit, mit ihren Familien zu feiern. Das Weihnachtsfrühstück am ersten Weihnachtsfeiertag besteht oft aus Rührei, Aufschnitt, geräuchertem oder gebratenem Lachs mit Meerrettichsauce, Salaten, Kaffee, Tee und Kuchen wie etwa Mohnrolle, Piernik (Lebkuchen), Kekse oder Kutja.